# Take a look at me
Take a look at me is een lied van Pussycat. Het werd in 1982 op een single uitgebracht en verscheen niet op een elpee. Het nummer werd geschreven door Günter Lammers en Dave Colman en geproduceerd door Lammers met Juan Bastós. Op de B-kant staat het nummer If you go dat werd geschreven door Werner Theunissen.
Met de single werd gekozen voor een andere richting, waarin Theunissen niet meer de A-kant van de single schreef. Ook werd er van producer gewisseld. De steelgitaar werd vervangen door de synthesizer, waardoor overgegaan werd van countryrock naar meer elektronische rockmuziek.
De single stond drie weken in de Tip 30 maar behaalde de hoofdlijsten niet.
Het lied gaat over een vrouw die altijd heeft gedacht dat ze de man had gevonden die alles waar zou maken. Ze wacht echter nog steeds op het moment dat hij zegt dat hij van haar houdt.